# Auto GP 2013
La stagione 2013 dell'Auto GP World Series è stata la quarta del campionato di Auto GP, sorto sulle ceneri del campionato Euroseries 3000. Il campionato è iniziato il 23 marzo con un weekend di gare sull'Autodromo di Monza, e terminato, dopo altri 7 doppi appuntamenti, uno in più della stagione 2012, sul circuito di Brno, il 6 ottobre. La serie è stata vinta dal pilota italiano Vittorio Ghirelli, che si è aggiudicato anche il trofeo riservato ai piloti con meno di 21 anni. La classifica per le scuderie è stata vinta dalla britannica Super Nova International.
Anche in questa stagione il campionato ha collaborato con il campionato del mondo turismo; le sue gare sono state di supporto a molti eventi di tale campionato.

## La pre-stagione

### Calendario
Il calendario è stato presentato il 17 gennaio 2012. In questa prima versione era prevista una tappa sul Moscow Raceway, poi sostituita da un weekend sul tracciato di Silverstone, per venire incontro alle esigenze delle scuderie con una trasferta meno onerosa. Prevede otto doppi appuntamenti, uno in più della stagione precedente. Il 24 aprile, a campionato iniziato, la tappa prevista a Zandvoort è stata spostata al Mugello. Gli organizzatori della gara olandese hanno chiesto un anticipo della data che però avrebbe portato a una sovrapposizione con la Formula 1.
| Gara | Gara | Circuito                                        | Giri | Lunghezza                 | Data         | Ora   | Supporto                   |
| ---- | ---- | ----------------------------------------------- | ---- | ------------------------- | ------------ | ----- | -------------------------- |
| 1    | G1   | Autodromo Nazionale Monza                       | 14   | 14 x 5,793 km =81,102 km  | 23 marzo     | 14:05 | WTCC 2013                  |
| 1    | G2   | Autodromo Nazionale Monza                       | 14   | 14 x 5,793 km =81,102 km  | 24 marzo     | 11:35 | WTCC 2013                  |
| 2    | G1   | Circuito Moulay El Hassan, Marrakech            | 19   | 19 x 4,545 km = 86,355 km | 6 aprile     | 16:35 | WTCC 2013                  |
| 2    | G2   | Circuito Moulay El Hassan, Marrakech            | 19   | 19 x 4,545 km = 86,355 km | 7 aprile     | 10:35 | WTCC 2013                  |
| 3    | G3   | Hungaroring, Mogyoród                           | 19   | 19 x 4,381 km = 83,239 km | 5 maggio     | 09:30 | WTCC 2013                  |
| 3    | G2   | Hungaroring, Mogyoród                           | 19   | 19 x 4,381 km = 83,239 km | 5 maggio     | 13:30 | WTCC 2013                  |
| 4    | G1   | Circuito di Silverstone                         | 14   | 14 x 5,891 km = 82,474 km | 1º giugno    | 14:20 | Blancpain Endurance Series |
| 4    | G2   | Circuito di Silverstone                         | 13   | 13 x 5,891 km = 76,583 km | 2 giugno     | 13:20 | Blancpain Endurance Series |
| 5    | G1   | Autodromo Internazionale del Mugello, Scarperia | 16   | 16 x 5,245 km = 83,920 km | 13 luglio    | 18:00 | ACI Racing Weekend         |
| 5    | G2   | Autodromo Internazionale del Mugello, Scarperia | 16   | 16 x 5,245 km = 83,920 km | 14 luglio    | 11:50 | ACI Racing Weekend         |
| 6    | G1   | Nürburgring                                     | 23   | 23 x 3,629 km = 83,457 km | 17 agosto    | 16:25 | DTM 2013                   |
| 6    | G2   | Nürburgring                                     | 23   | 23 x 3,629 km = 83,457 km | 18 agosto    | 08:55 | DTM 2013                   |
| 7    | G1   | Donington Park, Castle Donington                | 21   | 21 x 4,003 km = 84,063 km | 1º settembre | 09:50 | Superstars Series 2013     |
| 7    | G2   | Donington Park, Castle Donington                | 21   | 21 x 4,003 km = 84,063 km | 1º settembre | 16:10 | Superstars Series 2013     |
| 8    | G1   | Circuito Masaryk, Brno                          | 16   | 16 x 5,403 km = 86,448 km | 5 ottobre    | 12:10 | ETCC 2013                  |
| 8    | G2   | Circuito Masaryk, Brno                          | 16   | 16 x 5,403 km = 86,448 km | 6 ottobre    | 14:45 | ETCC 2013                  |

## Circuiti e gare
Rispetto alla stagione 2012 escono dal calendario le trasferte in America, sui tracciati di Curitiba e Sonoma, e quelle nella penisola iberica di Valencia e Portimão. Il campionato torna invece a Brno e a Donington Park dopo una stagione di assenza. Fanno il loro esordio il Circuito di Silverstone e quello del Nürburgring (entrambi utilizzati però nell'Euroseries 3000 in diverse occasioni). Avrebbe dovuto anche esordire il Circuito di Zandvoort ma, successivamente, il campionato si è spostato all'Autodromo Internazionale del Mugello.

## Modifiche al regolamento

### Regolamento tecnico
È annunciato l'uso di una nuova monoposto per il 2013. La vettura, testata nel dicembre 2012 sul circuito di Barcellona, risulta oltre un secondo più rapida rispetto alla versione precedente. Al fine di sviluppare la monoposto l'organizzazione del campionato si è avvalsa del supporto dell'ex progettista di F1, Enrique Scalabroni.

## Piloti e scuderie
| Team                     | Nº | Pilota              | Weekend di gara |
| ------------------------ | -- | ------------------- | --------------- |
| Super Nova International | 1  | Antonio Spavone     | 1-2             |
| Super Nova International | 1  | Francesco Dracone   | 3               |
| Super Nova International | 1  | Narain Karthikeyan  | 4-8             |
| Super Nova International | 2  | Vittorio Ghirelli   | Tutti           |
| Super Nova International | 3  | Francesco Dracone   | 4               |
| Comtec by Virtuosi       | 4  | Roberto La Rocca    | 6-8             |
| Virtuosi UK              | 5  | Andrea Roda         | Tutti           |
| Virtuosi UK              | 6  | Max Snegirev        | Tutti           |
| Zele Racing              | 8  | Luciano Bacheta     | 1-4             |
| Zele Racing              | 8  | Christian Klien     | 5               |
| Zele Racing              | 8  | Josef Král          | 8               |
| Zele Racing              | 9  | Narain Karthikeyan  | 1-3             |
| Zele Racing              | 9  | Tamás Pál Kiss      | 4-5, 8          |
| Ghinzani Motorsport      | 13 | Robert Vișoiu       | Tutti           |
| Ghinzani Motorsport      | 22 | Kevin Giovesi       | 4-8             |
| Euronova Racing          | 15 | Yoshitaka Kuroda    | Tutti           |
| Euronova Racing          | 16 | Kimiya Satō         | Tutti           |
| Ibiza Racing Team        | 18 | Sergio Campana      | Tutti           |
| Ibiza Racing Team        | 20 | Giuseppe Cipriani   | 1-3             |
| Ibiza Racing Team        | 20 | Fabrizio Crestani   | 4               |
| Ibiza Racing Team        | 20 | Francesco Dracone   | 5, 8            |
| Ibiza Racing Team        | 20 | Tamás Pál Kiss      | 6-7             |
| MLR 71                   | 24 | Giacomo Ricci       | 1               |
| MLR 71                   | 24 | Tamás Pál Kiss      | 3               |
| MLR 71                   | 24 | Michela Cerruti     | 6, 8            |
| MLR 71                   | 71 | Michele La Rosa     | Tutti           |
| Manor MP Motorsport      | 25 | Riccardo Agostini   | 1-4             |
| Manor MP Motorsport      | 26 | Meindert van Buuren | Tutti           |
| Manor MP Motorsport      | 27 | Daniël de Jong      | 2-8             |

## Riassunto della stagione

### Weekend di Monza
Al via della gara 1 la testa è mantenuta da Riccardo Agostini, seguito da Sergio Campana. Dietro l'ex pilota di F1, l'indiano Narain Karthikeyan, partito dodicesimo, dopo una toccata diventa ultimo.
Nel corso del secondo giro Agostini taglia la prima variante cedendo così la testa a Campana. Campana ha mantenuto il comando fino al termine. Dietro Kimiya Sato, secondo, si è classificato Vittorio Ghirelli, poi successivamente penalizzato di due secondi per un taglio di chicane. Ciò ha portato sul podio il rumeno Robert Visoiu. Karthikeyan, grazie a un pit stop anticipato, ha chiuso quinto.
A causa della pioggia, in gara 2, i piloti partono dietro la safety car. Nel primo giro lanciato Sato, partito settimo, è stato capace di prendere subito la testa della corsa, dopo un sorpasso su Luciano Bacheta. Molti piloti hanno optato per il cambio gomme obbligatorio nel primo giro, mentre Sato ha atteso fino a due giri dal termine, conquistando la vittoria con largo margine.

### Weekend di Marrakech
Il poleman Sergio Campana ha mantenuto il comando della gara al via, conservandolo fino al pit stop. Tornato in pista, si è trovato dietro a due piloti che non lo avevano ancora effettuato.
Tornato in vetta negli ultimi giri ha subito la rottura del radiatore, con conseguente perdita d'olio in pista. Campana è stato comunque capace di sopravanzare Daniël de Jong. Al terzo posto si è classificato Kimiya Satō, penalizzato però di un minuto per aver effettuato il pit stop obbligatorio all'ultimo giro, cosa non prevista dal regolamento. Tale penalità è stata comunque contestata dalla sua scuderia. La classifica resta così sub-judice.
In gara 2 parte in pole Luciano Bacheta. L'inglese tiene la testa, mentre quattro vetture venivano a contatto: dovevano ritirarsi, Sergio Campana, Giuseppe Cipriani e Riccardo Agostini. Per rimuovere le vetture di Cipriani e di Agostini è stato necessario l'ingresso in pista della safety-car che ha neutralizzato la corsa nel terzo giro. Si è trovato in testa Antonio Spavone, che aveva anticipato il pit stop. Spavone ha però chiuso la corsa dopo un contatto con Andrea Roda. È tornato così a condurre, fino al termine, Bacheta.

### Weekend dell'Hungaroring
Kimiya Satō, partito terzo, si trova subito primo, passando nei primi metri sia Vittorio Ghirelli che Tamás Pál Kiss. Già nel corso del primo giro Ghirelli ha passato Kiss e, nel giro 2, anche Sato. Ghirelli ha mantenuto il comando della gara fino al giro 15 quando un problema alla ruota posteriore sinistra lo ha costretto a cedere nuovamente la testa a Sato. Terzo di è classificato Sergio Campana, mentre Riccardo Agostini ha chiuso quarto, passando Kiss grazie a un pit stop anticipato.
Narain Karthikeyan, partito dalla pole di gara 2, ha saputo mantenere la guida della corsa, davanti a Daniël de Jong e Meindert van Buuren. Van Buuren già al secondo giro, a causa della rottura del radiatore, è costretto al ritiro.
Al giro 4 Vittorio Ghirelli ha preso la seconda piazza a de Jong, passato due giri dopo anche da Campana. All'ottavo giro Ghirelli ha conquistato la prima posizione, passando Karthikeyan. Campana e Agostini sono poi riusciti a passare l'indiano dopo i pit stop.

### Weekend di Silverstone
La gara 1 viene vinta da Kevin Giovesi, che però è penalizzato di un minuto per aver effettuato il pit stop obbligatorio all'ultimo giro, evento non previsto dal regolamento. La gara viene così attribuita a Narain Karthikeyan, pilota indiano con lunga esperienza in F1, partito dalla pole position. Karthikeyan aveva condotto la gara fino al suo cambio gomme, quando era stato sopravanzato da Giovesi. Al secondo posto è stato classificato Vittorio Ghirelli, che dopo essere stato quinto a inizio gara, con due sorpassi su Antonio Roda e Tamás Pál Kiss, era riuscito a portarsi al terzo posto.
La gara 2 vede l'impossibilità di Fabrizio Crestani a prendere il via dalla griglia; la sua monoposto viene portata nella pit lane, e la gara viene ridotta a tredici giri, stante la necessità di rieffettuare la procedura di partenza. La vittoria è andata a Kimiya Satō, mentre Narain Karthikeyan, giunto quarto, è stato penalizzato di 30 secondi per un sorpasso effettuato in regime di bandiere gialle.

### Test del Mugello
Il 12 luglio, presso l'Autodromo Internazionale del Mugello, si svolgono dei test collettivi.
| Circuito                                        | Data                   | Pilota più veloce | Team                     | Tempo    |
| ----------------------------------------------- | ---------------------- | ----------------- | ------------------------ | -------- |
| Autodromo Internazionale del Mugello, Scarperia | 12 luglio (mattina)    | Vittorio Ghirelli | Super Nova International | 1'35"301 |
| Autodromo Internazionale del Mugello, Scarperia | 12 luglio (pomeriggio) | Vittorio Ghirelli | Super Nova International | 1'34"676 |

### Weekend del Mugello
La partenza della prima gara è caotica: alla San Donato Christian Klien urta Kimiya Satō che finisce contro Michele La Rosa. L'incidente ha costretto all'entrata della safety car. Narain Karthikeyan e Daniël de Jong hanno dei problemi tecnici già nel giro di ricognizione.
Dopo la ripartenza in testa si trova Vittorio Ghirelli, seguito da Kevin Giovesi: entrambi però arrivano lunghi alla prima staccata, finendo nella ghiaia, e venendo così passati da Meindert van Buuren e Sergio Campana. I primi due terminano la gara in queste posizioni mentre Andrea Roda, che era terzo cede due piazza, dopo il pt stop.
Meindert van Buuren viene però penalizzato di 25 secondi per aver tagliato la riga bianca all'uscita dai box, cedendo così la vittoria a Campana.
In gara 2 Christian Klien parte male e viene passato da diversi piloti. La vittoria va a Kevin Giovesi che però, come van Buuren al sabato, viene penalizzato di 25 secondi per aver tagliato la riga bianca in uscita dalla pit lane. Il primo posto viene così assegnato a Narain Karthikeyan.

### Weekend del Nürburgring
In gara 1 il pilota indiano Narain Karthikeyan, partito dalla pole, conquista la vittoria. Ha preceduto Vittorio Ghirelli, mentre terzo ha chiuso Kevin Giovesi, penalizzato da una cattiva partenza. La gara ha visto presto il ritiro di Daniël de Jong, coinvolto in un contatto con Michele La Rosa. Quest'ultimo è stato poi penalizzato con un drive-through. Stessa punizione è toccata anche a Meindert Van Buuren, per aver tagliato una chicane traendone vantaggio.
Nella seconda gara la testa viene presa da Sergio Campana, seguito da Roberto La Rocca e Kimiya Sato. Il nipponico, anticipando la sosta, è riuscito poi a passare entrambi i piloti e vincere così la gara. Campana e La Rocca sono stati sorpassati durante la gara anche da Vittorio Ghirelli e Daniël de Jong. Il vincitore della gara 1, Narain Karthikeyan è rimasto coinvolto da un contatto alla prima curva con Robert Visoiu: il rumeno è stato penalizzato con un drive-through. Karthikeyan è giunto quarto.

### Test di Donington
Il 29 agosto, presso il Donington Park, si svolgono dei test collettivi.
| Circuito       | Data                   | Pilota più veloce  | Team                     | Tempo    | Giri |
| -------------- | ---------------------- | ------------------ | ------------------------ | -------- | ---- |
| Donington Park | 29 agosto (mattina)    | Narain Karthikeyan | Super Nova International | 1'17"857 | 23   |
| Donington Park | 29 agosto (pomeriggio) | Sergio Campana     | Ibiza Racing Team        | 1'17"665 | 50   |

### Weekend di Donington
Narain Karthikeyan parte della pole, seguito da Vittorio Ghirelli che ricupera la posizione, davanti a Kevin Giovesi, alla Coppice. Ghirelli ha poi conquistato la testa della gara dopo il pit stop obbligatorio. A due giri dal termine, mentre era in lotta con Sergio Campana per la quinta posizione, il nipponico Kimiya Satō è uscito di pista, ritirandosi.
Nella gara 2 parte dalla pole l'olandese Meindert van Buuren che resiste agli attacchi di Campana. Più dietro Karthikeyan, già alla partenza recupera due posizioni ponendosi al sesto posto. L'indiano è capace di effettuare una poderosa rimonta che lo porta a vincere la gara. Secondo è van Buuren, nonostante un'escursione di pista nelle fasi finali.

### Weekend di Brno
Nella gara 1 il poleman Vittorio Ghirelli comanda la gara fino al ritardato pit stop del compagno di scuderia, l'indiano Narain Karthikeyan. Ghirelli mantiene però 15 punti di vantaggio in campionato; terminano dietro gli altri pretendenti al titolo Sergio Campana e il nipponico Kimiya Satō.
In gara 2 s'impone Sato, partito quinto ma presto in testa, che precede Narain Karthikeyan: l'indiano è però squalificato per non aver rispettato la bandiera che gli imponeva di cambiare l'alettone anteriore danneggiato a metà gara. Ghirelli, col terzo posto, si è aggiudicato la classifica generale e anche quella dedicata ai piloti con meno di 21 anni.

## Risultati e classifiche

### Risultati
| Gara | Gara | Circuito    | Tempo     | Velocità     | Pole Position      | GPV                | Vincitore          | Team                     |
| ---- | ---- | ----------- | --------- | ------------ | ------------------ | ------------------ | ------------------ | ------------------------ |
| 1    | G1   | Monza       | 23'40"402 | 205,57 km/h  | Riccardo Agostini  | Sergio Campana     | Sergio Campana     | Ibiza Racing Team        |
| 1    | G2   | Monza       | 32'25"073 | 150,09 km/h  |                    | Kimiya Satō        | Kimiya Satō        | Euronova Racing          |
| 2    | G1   | Marrakech   | 29'06"179 | 178,02 km/h  | Sergio Campana     | Narain Karthikeyan | Sergio Campana     | Ibiza Racing Team        |
| 2    | G2   | Marrakech   | 32'29"963 | 159,48 km/h  |                    | Vittorio Ghirelli  | Luciano Bacheta    | Zele Racing              |
| 3    | G1   | Hungaroring | 30'55"139 | 161,45 km/h  | Vittorio Ghirelli  | Vittorio Ghirelli  | Kimiya Satō        | Euronova Racing          |
| 3    | G2   | Hungaroring | 31'11"327 | 160,05 km/h  |                    | Vittorio Ghirelli  | Vittorio Ghirelli  | Super Nova International |
| 4    | G1   | Silverstone | 25'47"408 | 197,20 km/h  | Narain Karthikeyan | Vittorio Ghirelli  | Narain Karthikeyan | Super Nova International |
| 4    | G2   | Silverstone | 23'55"312 | 198,30 km/h  |                    | Kimiya Satō        | Kimiya Satō        | Euronova Racing          |
| 5    | G1   | Mugello     | 30'08"084 | 167,089 km/h | Narain Karthikeyan | Kevin Giovesi      | Sergio Campana     | Ibiza Racing Team        |
| 5    | G2   | Mugello     | 26'24"747 | 190,637 km/h |                    | Narain Karthikeyan | Narain Karthikeyan | Super Nova International |
| 6    | G1   | Nürburgring | 31'21"515 | 159,702 km/h | Narain Karthikeyan | Vittorio Ghirelli  | Narain Karthikeyan | Super Nova International |
| 6    | G2   | Nürburgring | 31'43"133 | 157,889 km/h |                    | Kimiya Satō        | Kimiya Satō        | Euronova Racing          |
| 7    | G1   | Donington   | 28'06"082 | 179,5 km/h   | Narain Karthikeyan | Kimiya Satō        | Vittorio Ghirelli  | Super Nova International |
| 7    | G2   | Donington   | 28'00"985 | 180,0 km/h   |                    | Narain Karthikeyan | Narain Karthikeyan | Super Nova International |
| 8    | G1   | Brno        | 28'44"800 | 180,43 km/h  | Vittorio Ghirelli  | Tamás Pál Kiss     | Narain Karthikeyan | Super Nova International |
| 8    | G2   | Brno        | 28'48"297 | 180,06 km/h  |                    | Kimiya Satō        | Kimiya Satō        | Euronova Racing          |

### Classifica piloti
I punti sono assegnati secondo lo schema seguente:
| Sistema di punteggio | Sistema di punteggio | Sistema di punteggio | Sistema di punteggio | Sistema di punteggio | Sistema di punteggio | Sistema di punteggio | Sistema di punteggio | Sistema di punteggio | Sistema di punteggio | Sistema di punteggio | Sistema di punteggio | Sistema di punteggio |
| Posizione            | 1º                   | 2º                   | 3º                   | 4º                   | 5º                   | 6º                   | 7º                   | 8º                   | 9º                   | 10º                  | Pole                 | GPV                  |
| -------------------- | -------------------- | -------------------- | -------------------- | -------------------- | -------------------- | -------------------- | -------------------- | -------------------- | -------------------- | -------------------- | -------------------- | -------------------- |
| Gara 1               | 25                   | 18                   | 15                   | 12                   | 10                   | 8                    | 6                    | 4                    | 2                    | 1                    | 1                    | 1                    |
| Gara 2               | 20                   | 15                   | 12                   | 10                   | 8                    | 6                    | 4                    | 3                    | 2                    | 1                    |                      | 1                    |

| Pos | Pilota              | MZA | MZA | MAR | MAR | HUN | HUN | SIL | SIL | MUG | MUG | NÜR | NÜR | DON | DON | BRN | BRN | Punti |
| --- | ------------------- | --- | --- | --- | --- | --- | --- | --- | --- | --- | --- | --- | --- | --- | --- | --- | --- | ----- |
| 1   | Vittorio Ghirelli   | 4   | 3   | 9   | 2   | 2   | 1   | 2   | Rit | 6   | 2   | 3   | 2   | 1   | 4   | 2   | 3   | 222   |
| 2   | Kimiya Satō         | 2   | 1   | 3   | 3   | 1   | 6   | 6   | 1   | Rit | 3   | 4   | 1   | 14† | 5   | 4   | 1   | 213   |
| 3   | Sergio Campana      | 1   | 4   | 1   | Rit | 3   | 2   | 7   | 2   | 1   | 12  | 5   | 4   | 5   | 6   | 6   | 2   | 197   |
| 4   | Narain Karthikeyan  | 5   | Rit | 6   | Rit | 8   | 4   | 1   | 12  | 3   | 1   | 1   | 5   | 2   | 1   | 1   | SQ  | 195   |
| 5   | Tamás Pál Kiss      |     |     |     |     | 5   | 5   | 3   | 7   | 5   | 4   | 6   | 6   | 7   | 8   | 5   | 5   | 99    |
| 6   | Kevin Giovesi       |     |     |     |     |     |     | 13  | 3   | 2   | 5   | 2   | 10  | 3   | 3   | Rit | 6   | 91    |
| 7   | Daniël de Jong      |     |     | 2   | Rit | 7   | 7   | 4   | 5   | NP  | 7   | Rit | 3   | 6   | 13  | 9   | 8   | 77    |
| 8   | Robert Vișoiu       | 3   | 6   | 14† | 4   | 15† | 10  | 9   | Rit | Rit | 15† | 7   | 12  | 4   | 11  | 3   | Rit | 67    |
| 9   | Meindert van Buuren | Rit | 10  | Rit | 6   | 6   | Rit | 8   | 4   | 10  | 6   | 12  | NP  | 8   | 2   | 12  | 9   | 57    |
| 10  | Riccardo Agostini   | 7   | 5   | 4   | Rit | 4   | 3   | 15  | 9   |     |     |     |     |     |     |     |     | 53    |
| 11  | Luciano Bacheta     | 8   | 2   | 8   | 1   | 16† | 9   | 10  | 8   |     |     |     |     |     |     |     |     | 49    |
| 12  | Andrea Roda         | Rit | 11  | 7   | 7   | 9   | 12  | Rit | 15  | 4   | 10  | 14  | 9   | 9   | 12  | 7   | 4   | 45    |
| 13  | Max Snegirev        | 10  | Rit | 13  | 5   | 10  | 8   | 11  | 6   | 9   | 11  | 11  | 13  | 12  | 10  | 10  | 10  | 24    |
| 14  | Antonio Spavone     | 6   | 9   | 5   | 9†  |     |     |     |     |     |     |     |     |     |     |     |     | 22    |
| 15  | Roberto La Rocca    |     |     |     |     |     |     |     |     |     |     | 8   | 7   | 11  | 7   | 8   | 7   | 20    |
| 16  | Yoshitaka Kuroda    | 11  | 7   | 11  | 8†  | 12  | Rit | 12  | 11  | 7   | 8   | 10  | Rit | 10  | 9   | 11  | 11  | 20    |
| 17  | Fabrizio Crestani   |     |     |     |     |     |     | 5   | 10  |     |     |     |     |     |     |     |     | 11    |
| 18  | Christian Klien     |     |     |     |     |     |     |     |     | 8   | 9   |     |     |     |     |     |     | 6     |
| 19  | Michela Cerruti     |     |     |     |     |     |     |     |     |     |     | 9   | 8   |     |     | 16† | 13  | 5     |
| 20  | Michele La Rosa     | 12  | 8   | 12  | 10† | 14  | Rit | 14  | 14  | Rit | 14  | 13  | 11  | 13  | 14  | 14  | 15  | 4     |
| 21  | Giuseppe Cipriani   | 9   | 13  | 10  | Rit | 13  | Rit |     |     |     |     |     |     |     |     |     |     | 3     |
| 22  | Francesco Dracone   |     |     |     |     | 11  | 11  | Rit | 13  | Rit | 13  |     |     |     |     | 13  | 14  | 0     |
| 23  | Josef Král          |     |     |     |     |     |     |     |     |     |     |     |     |     |     | 15  | 12  | 0     |
| 24  | Giacomo Ricci       | Rit | 12  |     |     |     |     |     |     |     |     |     |     |     |     |     |     | 0     |
| Pos | Pilota              | MZA | MZA | MAR | MAR | HUN | HUN | SIL | SIL | MUG | MUG | NÜR | NÜR | DON | DON | BRN | BRN | Punti |

| Colore  | Risultato             |
| ------- | --------------------- |
| Oro     | Vincitore             |
| Argento | 2º posto              |
| Bronzo  | 3º posto              |
| Verde   | Finito a punti        |
| Blu     | Finito senza punti    |
| Viola   | Ritirato (Rit)        |
| Viola   | Non classificato (NC) |
| Rosso   | Non qualificato (NQ)  |
| Nero    | Squalificato (SQ)     |
| Bianco  | Non partito (NP)      |
| Bianco  | Non ha gareggiato     |
| Bianco  | Infortunato (INF)     |
| Bianco  | Escluso (ES)          |
| Bianco  | Gara cancellata (C)   |

### Classifica scuderie
| Pos | Team                     | MZA | MZA | MAR | MAR | HUN | HUN | SIL | SIL | MUG | MUG | NÜR | NÜR | DON | DON | BRN | BRN | Punti |
| --- | ------------------------ | --- | --- | --- | --- | --- | --- | --- | --- | --- | --- | --- | --- | --- | --- | --- | --- | ----- |
| 1   | Super Nova International | 4   | 3   | 5   | 2   | 2   | 1   | 1   | 12  | 3   | 1   | 1   | 2   | 1   | 1   | 1   | 3   | 406   |
| 1   | Super Nova International | 6   | 9   | 9   | 9†  | 11  | 11  | 2   | 13  | 6   | 2   | 3   | 5   | 2   | 4   | 2   | SQ  | 406   |
| 2   | Ibiza Racing Team        | 1   | 4   | 1   | Rit | 3   | 2   | 7   | 2   | 1   | 12  | 5   | 4   | 5   | 6   | 6   | 2   | 234   |
| 2   | Ibiza Racing Team        | 9   | 13  | 10  | Rit | 13  | Rit | 5   | 10  | Rit | 13  | 6   | 6   | 7   | 8   | 13  | 14  | 234   |
| 3   | Euronova Racing          | 2   | 1   | 3   | 3   | 1   | 6   | 6   | 1   | 7   | 3   | 4   | 1   | 10  | 5   | 4   | 1   | 233   |
| 3   | Euronova Racing          | 11  | 7   | 11  | 8†  | 12  | Rit | 12  | 11  | Rit | 8   | 10  | Rit | 14† | 9   | 11  | 11  | 233   |
| 4   | Manor MP Motorsport      | 7   | 5   | 2   | 6   | 4   | 3   | 4   | 4   | 10  | 6   | 12  | 3   | 6   | 2   | 9   | 8   | 179   |
| 4   | Manor MP Motorsport      | Rit | 10  | 4   | Rit | 6   | 7   | 8   | 5   | NP  | 7   | Rit | NP  | 8   | 13  | 12  | 9   | 179   |
| 5   | Ghinzani Motorsport      | 3   | 6   | 14† | 4   | 15† | 10  | 9   | 3   | 2   | 5   | 2   | 10  | 3   | 3   | 3   | 6   | 161   |
| 5   | Ghinzani Motorsport      |     |     |     |     |     |     | 13  | Rit | Rit | 15† | 7   | 12  | 4   | 11  | Rit | Rit | 161   |
| 6   | Zele Racing              | 5   | 2   | 6   | 1   | 8   | 4   | 3   | 7   | 5   | 4   |     |     |     |     | 5   | 5   | 138   |
| 6   | Zele Racing              | 8   | Rit | 8   | Rit | 16† | 9   | 10  | 8   | 8   | 9   |     |     |     |     | 15  | 12  | 138   |
| 7   | Virtuosi UK              | 10  | 11  | 7   | 5   | 9   | 8   | 11  | 6   | 4   | 10  | 11  | 9   | 9   | 10  | 7   | 4   | 69    |
| 7   | Virtuosi UK              | Rit | Rit | 13  | 7   | 10  | 12  | Rit | 15  | 9   | 11  | 14  | 13  | 12  | 12  | 10  | 10  | 69    |
| 8   | MLR 71                   | 12  | 8   | 12  | 10† | 5   | 5   | 14  | 14  | Rit | 14  | 9   | 8   | 13  | 14  | 14  | 13  | 27    |
| 8   | MLR 71                   | Rit | 12  |     |     | 14  | Rit |     |     |     |     | 13  | 11  |     |     | 16† | 15  | 27    |
| 9   | Comtec by Virtuosi       |     |     |     |     |     |     |     |     |     |     | 8   | 7   | 11  | 7   | 8   | 7   | 20    |
| Pos | Team                     | MZA | MZA | MAR | MAR | HUN | HUN | SIL | SIL | MUG | MUG | NÜR | NÜR | DON | DON | BRN | BRN | Punti |

| Colore  | Risultato             |
| ------- | --------------------- |
| Oro     | Vincitore             |
| Argento | 2º posto              |
| Bronzo  | 3º posto              |
| Verde   | Finito a punti        |
| Blu     | Finito senza punti    |
| Viola   | Ritirato (Rit)        |
| Viola   | Non classificato (NC) |
| Rosso   | Non qualificato (NQ)  |
| Nero    | Squalificato (SQ)     |
| Bianco  | Non partito (NP)      |
| Bianco  | Non ha gareggiato     |
| Bianco  | Infortunato (INF)     |
| Bianco  | Escluso (ES)          |
| Bianco  | Gara cancellata (C)   |

## Test post stagionali
Sono previsti dei test post-stagionali presso il Circuito di Jerez de la Frontera, il 28 e 29 ottobre. Un'altra sessione è prevista dal 28 al 29 novembre presso l'Autodromo Vallelunga.
| Circuito          | Data       | Pilota più veloce   | Team                     | Tempo    | Giri |
| ----------------- | ---------- | ------------------- | ------------------------ | -------- | ---- |
| Circuito di Jerez | 28 ottobre | Meindert van Buuren | Super Nova International | 1'31"776 |      |
| Circuito di Jerez | 29 ottobre | Tamás Pál Kiss      | Virtuosi UK Racing       | 1'30"158 |      |